# Saint-Georges-en-Couzan
Saint-Georges-en-Couzan is een gemeente in het Franse departement Loire (regio Auvergne-Rhône-Alpes) en telt 460 inwoners (1999). De plaats maakt deel uit van het arrondissement Montbrison.

## Geografie
De oppervlakte van Saint-Georges-en-Couzan bedraagt 23,4 km², de bevolkingsdichtheid is 19,7 inwoners per km².
De onderstaande kaart toont de ligging van Saint-Georges-en-Couzan met de belangrijkste infrastructuur en aangrenzende gemeenten.

## Demografie
Onderstaande figuur toont het verloop van het inwonertal (bron: INSEE-tellingen).